# Кузюмово
Кузюмово (удм. Кузьымгурт) — деревня в Алнашском районе Удмуртии, входит в Азаматовское сельское поселение. Находится в 16 км к востоку от села Алнаши и в 79 км к югу от Ижевска. Расположено на реке Варзинка.
Население на 1 января 2008 года — 468 человек.

## История
В 1841 году открыт приход Спасо-Николаевского храма села Варзи-Ятчи, среди прочих к новому приходу была приписана деревня Кузюмово. По итогам десятой ревизии 1859 года в 54 дворах казённой деревни Кузюмово Елабужского уезда Вятской губернии проживало 174 жителя мужского пола и 189 женского. После открытия прихода в селе Ключёвка при Вознесенском храме, жители деревни стали прихожанами новой церкви.
В 1921 году, в связи с образованием Вотской автономной области, деревня передана в состав Можгинского уезда. В 1924 году при укрупнении сельсоветов Кузюмово вошло в состав Чемошур-Куюковского сельсовета Алнашской волости. В 1929 году упраздняется уездно-волостное административное деление и деревня причислена к Алнашскому району. В том же году в СССР начинается сплошная коллективизация, в процессе которой в деревне образована сельхозартель (колхоз) «имени Кирова».
- Бигбашев Никита Никитьевич (1883 г.р.) — кулак.
- Бигбашев Иван Никитьевич — член семьи кулака.
- Бигбашева Анисья Никитична — член семьи кулака.
- Бигбашева Мария — член семьи кулака.
- Ермаков Григорий Семенович (1901 г.р.) — кулак.
- Ермакова Агафья Ивановна — член семьи кулака.
- Ермаков Владимир Григорьевич (1925 г.р.) — член семьи кулака.
- Ермаков Василий Григорьевич (1931 г.р.) — член семьи кулака.
- Лебедев Афанасий Михайлович (1881 г.р.) — кулак.
- Лебедев Сергей Гаврилович (1889 г.р.) — кулак. Арестован 2 ноября 1937 года. Приговор: 10 лет.
- Лебедев Иван Гаврилович (1890 г.р.) — кулак.
- Лебедев Емельян Иванович (1894 г.р.) — кулак.
- Лебедев Емельян Иванович (1895 г.р.) — арестован 6 октября 1937 года. Приговор: 10 лет.
- Лебедев Егор Афанасьевич (1903 г.р.) — кулак. Арестован 21 ноября 1937 года. Приговор: 10 лет.
- Лебедева Наталья Николаевна (1893 г.р.) — член семьи кулака.
- Лебедева Наталия Егоровна (1906 г.р.) - член семьи кулака.
- Лебедева Татьяна Афанасьевна (1911 г.р.) — член семьи кулака.
- Лебедев Матвей Афанасьевич (1914 г.р.) — член семьи кулака.
- Лебедев Аркадий Емельянович (1919 г.р.) — член семьи кулака.
- Лебедева Евдокия Афанасьевна (1920 г.р.) — член семьи кулака.
- Лебедев Евдоким Емельянович (1922 г.р.) — член семьи кулака.
- Лебедев Петр Емельянович (1924 г.р.) — член семьи кулака.
- Лебедев Василий Сергеевич (1924 г.р.) — член семьи кулака.
- Лебедев Прокопий Сергеевич (1929 г.р.) — член семьи кулака.
- Лебедева Ольга Емельяновна (1929 г.р.) — член семьи кулака.
- Лебедев Николай Афанасьевич (1937 г.р.) — член семьи кулака.
- Мельников Евдоким Иванович (1909 г.р.) — кулак. Арестован 6 октября 1937 года. Приговор: 10 лет.
- Мельникова Пелагея Петровна (1909 г.р.) — член семьи кулака.
- Мельникова Анна Ивановна (1912 г.р.) — член семьи кулака.
- Мельникова Анастасия Ивановна (1916 г.р.) — член семьи кулака.
- Мельникова Антонида Евдокимовна (1929 г.р.) — член семьи кулака.
- Мельников Василий Евдокимович (1932 г.р.) — член семьи кулака.
- Оськин Николай Степанович (1922 г.р.) — арестован 4 февраля 1951 года. Приговор: 25 лет.
- Сажин Егор Михайлович (1920 г.р.) — арестован 11 октября 1939 года. Приговор: 5 лет.
- Яковлев Владимир Севастьянович (1881 г.р.) — кулак. Повторно арестован 1 февраля 1947 года. Приговор: 8 лет.
- Яковлева Вера Сергеевна — член семьи кулака.
- Яковлева Евдокия Владимировна (20.02.1921 г.р.) — член семьи кулака.
- Яковлева Мария Владимировна

(05.06.1929 г.р.) — член семьи кулака.
В 1954 году Чемошур-Куюковский сельсовет упразднён, и деревня перечислена в Варзи-Ятчинский сельсовет, а в 1958 году деревня перечислена в Азаматовский сельсовет.
16 ноября 2004 года Азаматовский сельсовет был преобразован в муниципальное образование «Азаматовское» и наделён статусом сельского поселения.

## Социальная инфраструктура
- Кузюмовская начальная школа — 27 учеников в 2008 году[13]
- Кузюмовский детский сад

## Известные люди
Альберт Разин (1940-2019) — общественный и религиозный деятель